# Ludwig von und zu der Tann-Rathsamhausen
Ludwig Samson Arthur von und zu der Tann-Rathsamhausen (18 de junio de 1815 - 26 de abril de 1881) fue un general bávaro.

## Biografía

### Primeros años
Nacido en Darmstadt, el día de la batalla de Waterloo, Ludwig von der Tann era descendiente de la antigua familia von der Tann, que tenía ramas en Baviera, y en las provincias de Alsacia y Renania, y unió el nombre de su madre (que era hija de un noble alsaciano, Freiherr von Rathsamhausen) al de su padre en 1868 por licencia del rey de Baviera. Luis I, fue un destacado patrocinador del niño, quien recibió su nombre y también el de "Arthur", en honor de Arthur Wellesley, 1.º Duque de Wellington. Recibió una cuidadosa educación, y en 1827 se convirtió en un page de la corte bávara, donde se le predecía un gran futuro. Entrando en el servicio de artillería en 1833, después de algunos años pasó al Estado Mayor. Atendió a las maniobras del ejército austríaco en Italia a las órdenes de Radetzky y, en espíritu de aventura, se unió a una expedición militar francesa en Argel contra la frontera tunecina.

### Primera Guerra de Schleswig

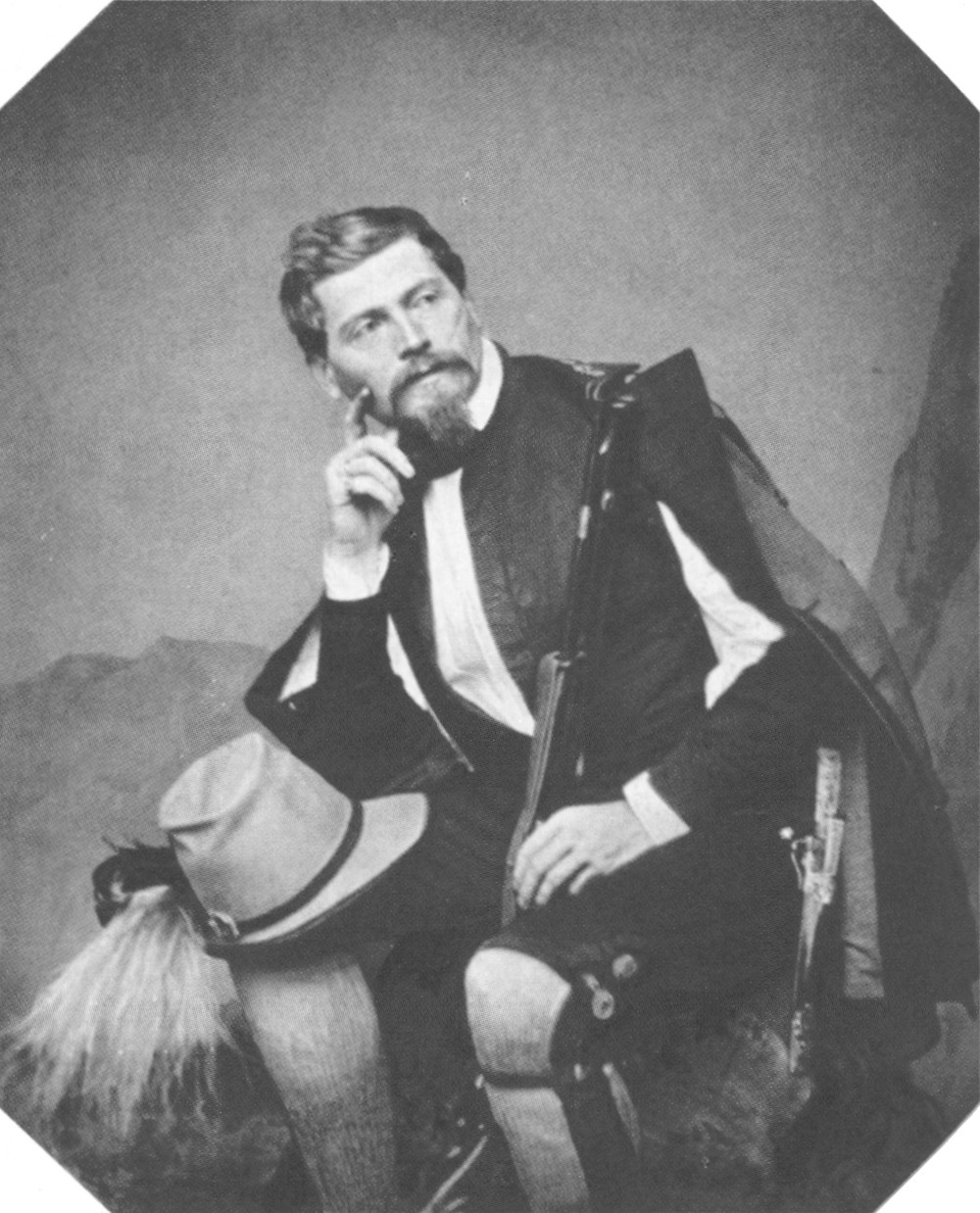
Ludwig, barón von der Tann, ca. 1860.

A su retorno se convirtió en un cercano amigo personal del Príncipe Heredero bávaro Maximiliano (después rey Maximiliano II). En 1848 fue promovido a mayor, y ese mismo año se distinguió en gran medida como líder de un cuerpo ligero en Schleswig-Holstein en la primera guerra de Schleswig entre Dinamarca y una coalición de Estados alemanes. Al cierre de la primera campaña le fue concedida la Orden del Águila Roja de tercera clase por el rey de Prusia, y su propio soberano le concedió la Orden Militar de Max Joseph y lo ascendió a teniente-coronel. En 1849 sirvió como jefe de Estado Mayor del contingente bávaro en el frente y se distinguió en las líneas de Dybbøl. Después visitó los cuarteles generales de Haynau en la guerra húngara antes de volver a Schleswig-Holstein para servir como jefe de Estado Mayor de von Willisen en la campaña de Idstedt.

### Guerra austro-prusiana
Después vino la amenaza de guerra entre Prusia y Austria, y von der Tann fue reclamado en Baviera. La crisis finalizó con la rendición de Olmütz, y no vio nuevo servicio activo hasta 1866, ascendiendo en el habitual escalafón de promoción a coronel (1851), mayor-general (1855), y teniente-general (1861). En los primeros años de este periodo fue ayudante de campo y constante compañero del rey. En la guerra austro-prusiana de 1866 fue jefe del estado mayor del Príncipe Carlos Teodoro de Baviera, quien comandó los contingentes del Sur de Alemania. El resultado casi enteramente desfavorable de las operaciones militares llevaron a vehementes ataques contra él en la prensa, pero la falta de preparación y la ineficacia de las tropas, así como la falta general de interés por la guerra de parte de los soldados predestinaba a los alemanes del sur al fracaso en cualquier caso.

### Guerra franco-prusiana

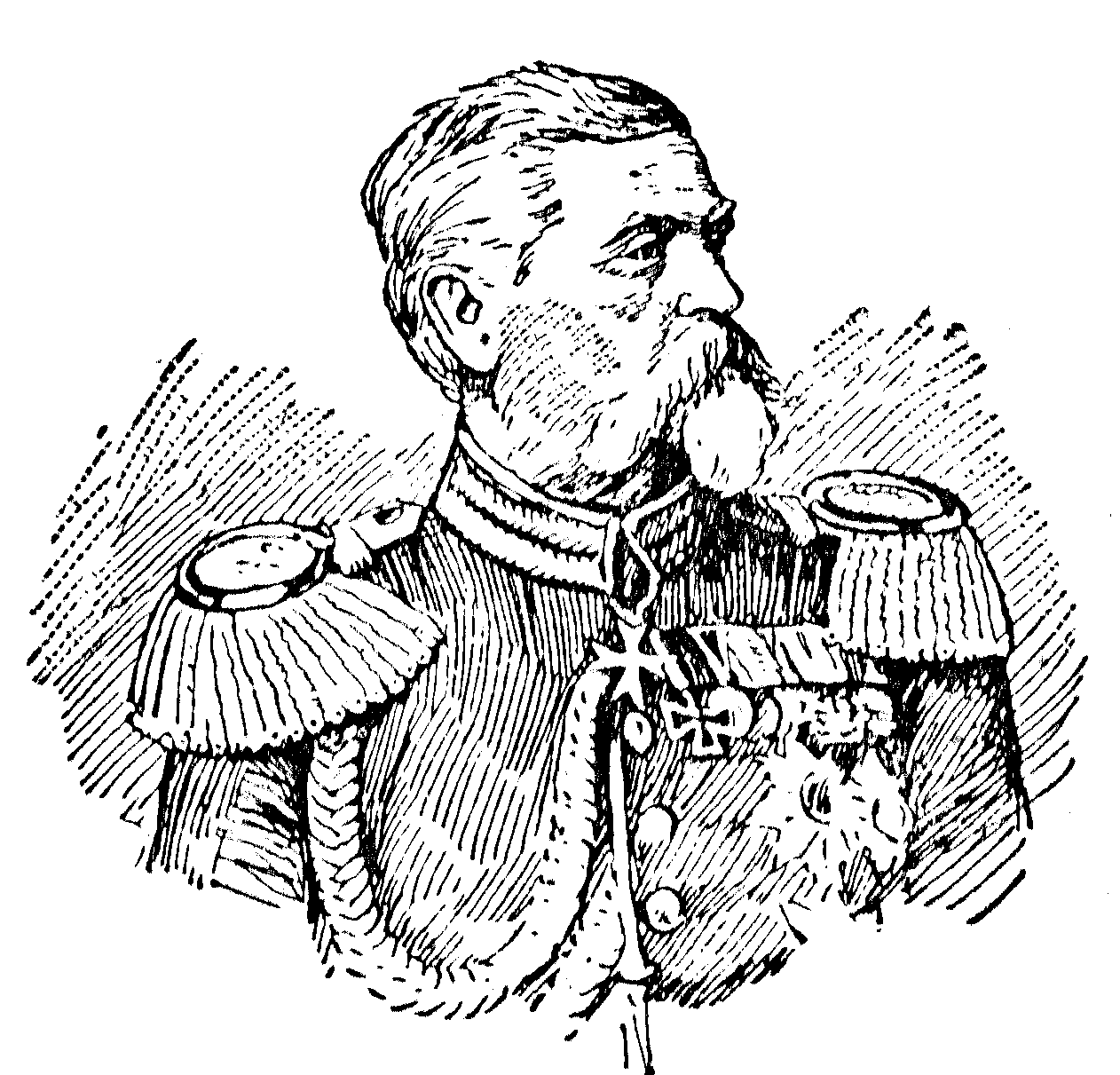
General von der Tann.

Continuó disfrutando del favor del rey y fue promovido al rango de general de infantería (1869), pero la amargura de su decepción de 1866 nunca lo abandonó. Tenía el pelo gris a los cuarenta y dos años, y su salud se vio afectada. En 1869 von der Tann-Rathsamhausen, como era ahora llamado, fue elegido comandante del I. Cuerpo de Ejército bávaro. Comandó este cuerpo durante la guerra franco-prusiana de 1870/71, y fue en este conflicto donde aseguró su reputación como uno de los soldados alemanes más destacados. Su gallardía fue conspicua en las batallas de Worth y Sedán. Transferido en otoño a un comandamiento independiente en el Loira, condujo las operaciones contra d'Aurelle de Paladines, al principio con marcado suceso, y forzó la rendición de Orléans. En Coulmiers, sin embargo, tuvo que ceder el paso a una fuerza francesa numéricamente superior; reforzado, luchó con éxito en varios escarceos a las órdenes del Gran Duque de Mecklemburgo-Schwerin cerca de Orléans.
Después del fin de la guerra fue reelegido comandante en jefe del I. Cuerpo bávaro, un puesto que sostuvo hasta su muerte en 1881 en Merano. Recibió la Gran Cruz de la Orden Militar Bávara, y del rey de Prusia la Cruz de Hierro de primera clase y la Pour le Mérite. En 1878 el emperador alemán nombró a von der Tann coronel honorario de un regimiento de infantería prusiano, le dio una pensión vitalicia, y nombró uno de los fuertes de Estrasburgo en su honor.

## Conmemoraciones
- El crucero de batalla alemán de la I Guerra Mundial SMS Von der Tann fue nombrado en su recuerdo.
- El 11.º Regimiento de Infantería Real Bávaro (parte de la 6.ª División Real Bávara formada en 1900 en Regensburg) fue designado "Von der Tann" en su honor.

## Condecoraciones
Recibió los siguientes honores:
- Reino de Baviera:
  - Caballero al Mérito de la Corona Bávara, 17 de abril de 1853; Comandante, 1 de enero de 1862
  - Caballero de la Orden Militar de Max Joseph, 26 de abril de 1854; Comandante, 1 de septiembre de 1870; Gran Cruz, 22 de octubre de 1870; Canciller, 22 de agosto de 1876[2]
  - Comandante al Mérito de la Orden de San Miguel, 25 de agosto de 1858
  - Cruz Memorial del Ejército (1866)[2]
  - Gran Cruz de la Orden al Mérito Militar
  - Cruz de Honor de la Orden de Luis, 1877[3]
- Imperio austríaco: Caballero de la Corona de Hierro, 1.ª Clase, 1860[4]
- Bélgica: Oficial de la Orden de Leopoldo (militar), 9 de julio de 1861;[5] Gran Cordón con Collar, 9 de febrero de 1866[6]
- Reino de Hannover: Gran Cruz de la Orden Real Güélfica, 1864[7]
- Hesse-Kassel: Comandante de la Orden de Guillermo, 2.ª Clase, 13 de octubre de 1852[8]
- Hesse-Darmstadt:[9]
  - Comandante de Felipe el Magnánimo, 1.ª Clase, 12 de junio de 1858
  - Gran Cruz de la Orden de Luis, 24 de marzo de 1877
- Lippe:
  - Cruz de Honor de la Orden de la Casa de Lippe, 1.ª Clase con Espadas
  - Medalla al Mérito Militar (Schaumburg-Lippe)
- Luxemburgo: Gran Cruz de la Corona de Roble
- Módena: Comandante del Águila de Este, 1857[10]
- Mecklemburgo:
  - Gran Cruz de la Corona Wéndica
  - Cruz al Mérito Militar, 1.ª Clase (Schwerin)
- Imperio otomano: Orden del Medjidie, 2.ª Clase
- Imperio ruso:
  - Caballero del Águila Blanca
  - Caballero de Santa Ana, 1.ª Clase
  - Caballero de San Estanislao, 1.ª Clase
- Reino de Sajonia: Gran Cruz de la Orden de Alberto, con Decoración de Guerra, 1871[11]
- Prusia:
  - Caballero de Honor de la Orden de San Juan, 3 de octubre de 1844[12]
  - Caballero del Águila Roja, 3.ª Clase con Espadas, 19 de septiembre de 1848; Gran Cruz con Espadas en Anillo, 29 de julio de 1876[12]
  - Cruz del Asalto de Duppel, 18 de abril de 1864
  - Cruz de Hierro (1870), 2.ª Clase, 30 de agosto de 1870; 1.ª Clase, octubre de 1870[2]
  - Pour le Mérite (militar), 22 de diciembre de 1870[12]
  - Caballero de la Corona Prusiana, 1.ª Clase con Banda Esmaltada del Águila Roja y Espadas, 16 de junio de 1871[12]
- Grecia: Gran Comandante del Redentor
- Suecia-Noruega:[13]
  - Comandante Gran Cruz de la Espada, 6 de septiembre de 1859
  - Gran Cruz de San Olaf, 11 de octubre de 1872
- Waldeck-Pyrmont: Cruz al Mérito Militar, 1.ª Clase
- Reino de Wurtemberg: Gran Cruz de la Corona de Wurtemberg, 1869[14]